# Anagallis filiformis
Anagallis filiformis là một loài thực vật có hoa trong họ Anh thảo. Loài này được Cham. & Schltdl. mô tả khoa học đầu tiên năm 1826.